# Kotouč (Štramberk)
Kotouč je zcela zaniklé hradiště u města Štramberk v okrese Nový Jičín v Moravskoslezském kraji. Nacházelo se na vrchu Kotouč a zaniklo v důsledku těžby vápence. Místo bylo též významnou biologickou lokalitou, na které se vyskytoval poddruh motýla jasoně červenookého. Ten byl ovšem v roce 1994 odchycen na Slovensku a zde, na jediném místě výskytu v Česku, uměle vysazen.

## Poloha

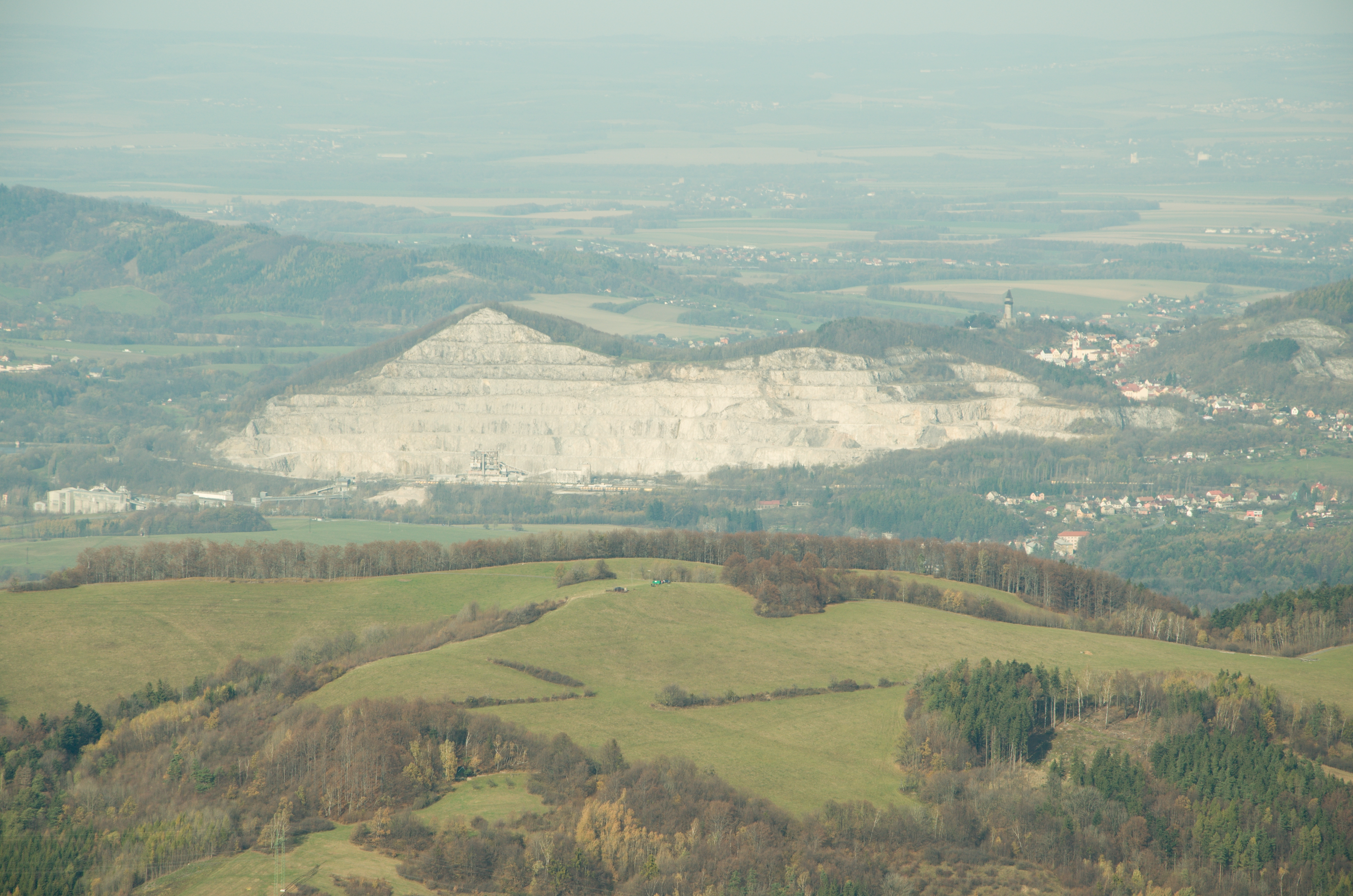
Kotouč je jasně rozeznatelný i při pohledu z Velkého Javorníku. V pozadí město Štramberk s věží Štramberská Trúba

Lokalita se nacházela asi jeden kilometr jižně od středu města, v oblasti Štramberské vrchoviny, která je součástí Podbeskydské pahorkatiny. Ležela na dominantním vápencovém kopci oválného půdorysu s dvěma vrcholy, mezi nimiž se nacházelo sedlo, v nadmořské výši asi 539 metrů. Podle zaměření z roku 1943 byl severní obvod vymezen valem, jižní část již tehdy byla odtěžena vápencovým kamenolomem, podle staršího popisu však se i zde nacházelo opevnění; rozlohu hradiska proto lze pouze odhadnout, a to asi na třináct hektarů. V současné době je lokalita již kamenolomem zcela zničena.

## Historie
Získané poznatky dokládají, že lokalita byla osídlena v období kultury s moravskou malovanou keramikou mladší doby kamenné, slezské fáze kultury lužických popelnicových polí, platěnické kultury doby halštatské a v pozdní době laténské. Těžiště osídlení náleželo nepochybně době popelnicových polí, do které spadá i vybudování valu; zda byla lokalita opevněna i v době laténské, není již jisté. Vzhledem k poloze na okraji keltského osídlení, v tzv. kontaktní zóně s oikumenou púchovské kultury, je obtížné rozhodnout, byla-li lokalita v pozdní době laténské keltským oppidem či velkým hradiskem púchovským – nálezů, které by pomohly tuto otázku rozřešit, je málo a vzhledem k totálnímu zničení lokality nelze již ani získat další nálezy, ani provést průzkum fortifikace, který by byl pro posouzení klíčový; strategická poloha i poměrně bohaté nálezy (mimo jiné i bronzové vahadlo vážek) umožňují soudit, že jde o třetí, nejméně známé, přece však ve své době jistě významné moravské oppidum, které hrálo důležitou roli v kontaktní zóně s nekeltskou, avšak silně latinizovanou púchovskou kulturou.
Hradisko bylo známé již v šedesátých letech 19. století. Do archeologické literatury ho uvedl v souvislosti s výzkumem nedaleké jeskyně Šipka až v roce 1884 Karel Jaroslav Maška. Shrnující přehled o osídlení lokality podal roku 1929 Jan Knies. První záchranné výzkumy již ničené lokality provedli teprve až v roce 1950 František Prošek a Lumír Jisl, druhý z nich pak i v následujícím roce.